# Schillonie Calvert
Schillonie Calvert (Saint James, 27 luglio 1988) è una velocista giamaicana.

## Palmarès
| Anno | Manifestazione          | Sede      | Evento      | Risultato  | Prestazione | Note                                     |
| ---- | ----------------------- | --------- | ----------- | ---------- | ----------- | ---------------------------------------- |
| 2004 | Mondiali juniores       | Grosseto  | 100 m piani | 7ª         | 11"60       |                                          |
| 2004 | Mondiali juniores       | Grosseto  | 4×100 m     | Argento    | 43"63       | Miglior prestazione personale stagionale |
| 2005 | Mondiali allievi        | Marrakech | 100 m piani | Bronzo     | 11"44       | Miglior prestazione personale stagionale |
| 2006 | Mondiali juniores       | Pechino   | 100 m piani | Semifinale | 11"74       |                                          |
| 2006 | Mondiali juniores       | Pechino   | 4×100 m     | Bronzo     | 44"22       | Miglior prestazione personale stagionale |
| 2009 | Campionati CAC          | L'Avana   | 100 m piani | 5ª         | 11"53       |                                          |
| 2009 | Campionati CAC          | L'Avana   | 200 m piani | 7ª         | 24"11       |                                          |
| 2009 | Campionati CAC          | L'Avana   | 4×100 m     | 4ª         | 43"98       |                                          |
| 2012 | Giochi olimpici         | Londra    | 4×100 m     | Argento    | 41"41       | [ 1 ]                                    |
| 2013 | Mondiali                | Mosca     | 100 m piani | Semifinale | 11"28       |                                          |
| 2013 | Mondiali                | Mosca     | 4×100 m     | Oro        | 41"29       | Record dei campionati                    |
| 2014 | World Relays            | Nassau    | 4×100 m     | Argento    | 42"28       | Miglior prestazione personale stagionale |
| 2014 | Giochi del Commonwealth | Glasgow   | 100 m piani | 5ª         | 11"21       |                                          |
| 2014 | Giochi del Commonwealth | Glasgow   | 200 m piani | 6ª         | 22"94       |                                          |
| 2014 | Giochi del Commonwealth | Glasgow   | 4×100 m     | Oro        | 41"83       | Record dei Giochi                        |
| 2015 | World Relays            | Nassau    | 4×100 m     | Oro        | 42"14       | Miglior prestazione mondiale stagionale  |
| 2015 | Giochi panamericani     | Toronto   | 100 m piani | Semifinale | 11"29       |                                          |
| 2015 | Giochi panamericani     | Toronto   | 4×100 m     | Argento    | 42"68       |                                          |
| 2019 | Giochi panamericani     | Lima      | 200 m piani | Batteria   | 23"46       |                                          |
| 2019 | Giochi panamericani     | Lima      | 4×100 m     | 5ª         | 43"74       |                                          |